# Valtierra
Valtierra es una villa y un municipio español de la Comunidad Foral de Navarra, situado en la merindad de Tudela, en la Ribera de Navarra entre los desérticos paisajes de las Bardenas Reales y el valle del Ebro y a 76 km de la capital de la comunidad, Pamplona. Su población en 2024 fue de 2464 habitantes (INE). Su término municipal tiene una superficie de 49,9 km² y limita con Arguedas, Alfaro, Cadreita, Castejón y Tudela.

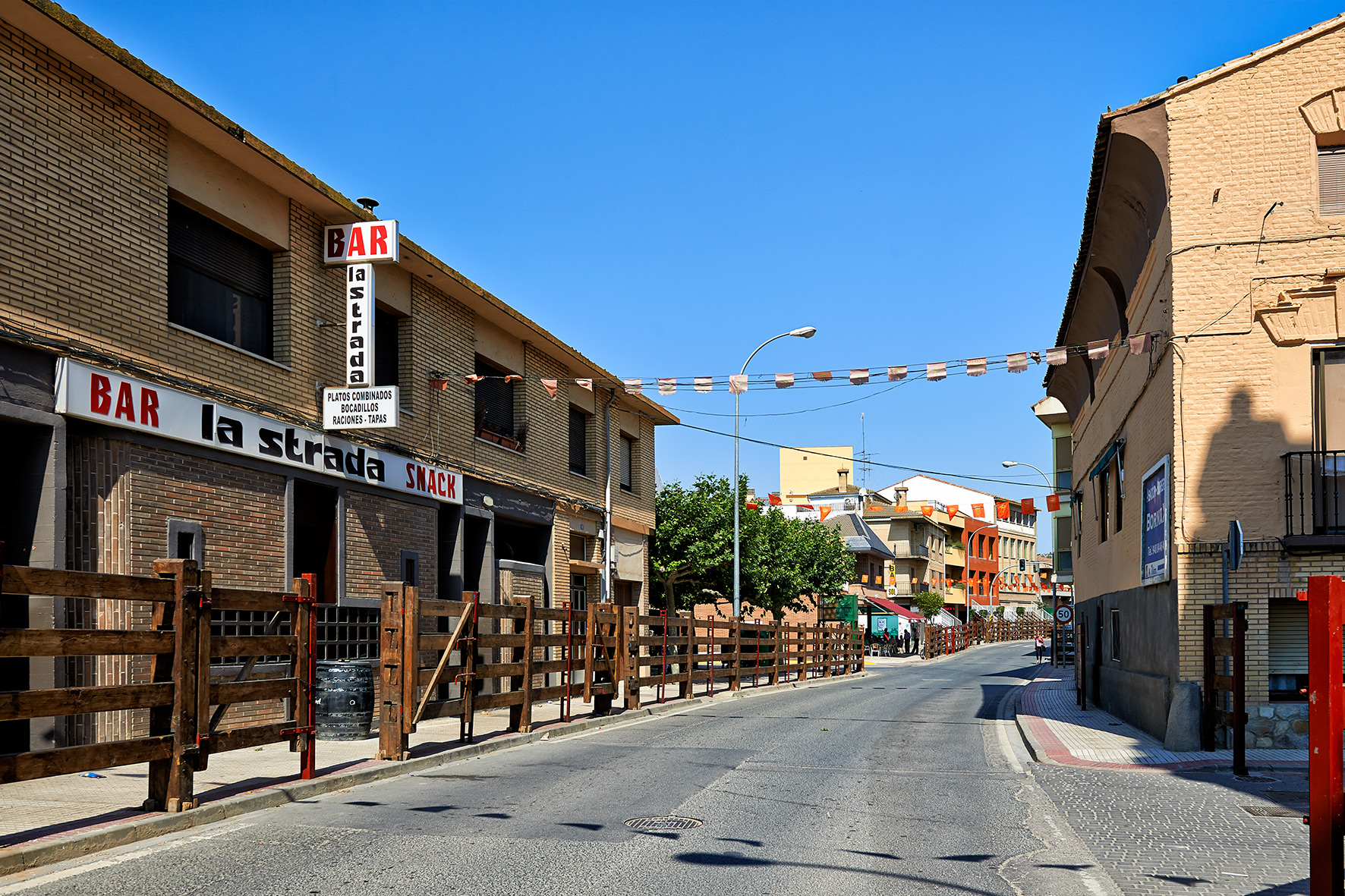
Paseo de Ribera de Valtierra en fiestas

Valtierra ha sido históricamente una villa dedicada plenamente a las labores agrícolas y durante siglos en torno a ellas se ha desarrollado la vida en el municipio.
Históricamente ha tenido una gran importancia el sector primario cuyos cultivos principales son el maíz, las verduras; brócoli, coliflor, tomate, pimiento, berenjena, el cereal, los chopos, la ganadería siempre ha complementado a la agricultura: ovino, bovino, porcino. En el 2007 también tiene gran importancia el sector secundario y el sector terciario.

## Geografía
Integrado en la comarca de Ribera Navarra, se sitúa a 76 kilómetros de Pamplona. El término municipal está atravesado por la autopista de Navarra (AP-15), por la carretera nacional N-121, que se dirige hacia Tafalla, por la carretera nacional N-113, que conecta con Castejón, y por la carretera autonómica NA-134, que permite la comunicación con Arguedas y Cadreita. 
El relieve del municipio tiene dos partes bien diferenciadas. Por el norte se extiende el árido e irregular terreno de las Bardenas Reales, donde se superan los 400 metros de altitud. El sur del territorio es más fértil y uniforme, al formar parte de la ribera izquierda del río Ebro, el cual hace de límite por el sur. La altitud oscila entre los 412 metros (Cabezas Altas) en las Bardenas Reales y los 260 metros a orillas del Ebro. El pueblo se alza a 265 metros sobre el nivel del mar. 
| Noroeste: Cadreita          | Norte: Bardenas Reales | Nordeste: Bardenas Reales y Arguedas |
| Oeste: Cadreita             |                        | Este: Arguedas                       |
| Suroeste: Alfaro (La Rioja) | Sur: Castejón y Tudela | Sureste: Arguedas                    |

Cerca se encuentran las Bardenas Reales y el parque natural Senda Viva, situado en Arguedas.

## Toponimia
El topónimo Valtierra provendría de la expresión latina vallis terrae y es un topónimo documentado en otros lugares de España como es el caso de Valtierra de Riopisuerga y Valtierra de Albacastro, localidades ambas de la provincia de Burgos. 
En la documentación medieval aparece bajo las formas Balterra, Ualterra, Valterra (1092, 1141, NEN); o Baltierra, Ualtierra, Valtierra (1196, NEN).

## Historia

### Prehistoria y época romana
Los primeros asentamientos en Valtierra datan del Paleolítico inferior. Sin embargo, la evidencia arqueológica más significativa proviene de la necrópolis de La Torraza, un yacimiento clave que ha proporcionado restos de la Edad de Hierro. Estas excavaciones sacaron a la luz objetos funerarios que datan de esta época, mostrando la importancia de este lugar como asentamiento temprano. En cuanto a la época romana, los descubrimientos de mosaicos, vasijas y monedas indican una temprana romanización. Las piedras de La Torraza, que parecen ser parte de un monumento funerario, son testimonio de la presencia romana en la región

### Dominio musulmán
Valtierra fue parte del imperio de Muza ben Muza, líder de la familia Banu Qasi, quien gobernó amplias zonas de Navarra y Aragón en el siglo IX. Durante esta época, la villa prosperó bajo la influencia musulmana, formando parte de un extenso imperio árabe en la península ibérica.  En el año 918, el rey Ordoño II de León y Sancho Garcés I de Pamplona se aliaron para atacar la fortaleza musulmana de Valtierra. Durante esta incursión, lograron destruir la mezquita que formaba parte del complejo defensivo de la ciudad. Este evento fue parte de una serie de enfrentamientos que marcaron la lucha cristiana por el control de territorios en manos musulmanas.
Posteriormente, Valtierra se consolidó como una fortaleza árabe bajo el dominio de Muza ibn Muza, uno de los líderes más poderosos de la familia Banu Qasi, que controlaba amplias zonas de Navarra y Aragón. Tras la disolución de este control, Valtierra pasó a formar parte de la Taifa de Zaragoza, primero bajo la dinastía Tuchibi y luego con la dinastía Ibn Hud. En este contexto, en el año 1110, el emir Al-Musta'in Ibn Hud, señor de Zaragoza, murió en combate en un lugar cercano a Valtierra, conocido como Qāmara, luchando contra las fuerzas cristianas de Alfonso I el Batallador, quien, en ese momento, estaba en Galicia
Tras la victoria cristiana, Alfonso I el Batallador, rey de Aragón, Pamplona y Castilla, conquistó la villa en 1110 y otorgó a Valtierra el Fuero de Sobrarbe, un código legal que otorgaba derechos y libertades a sus habitantes. Además, la villa recibió el título de «Muy noble y Muy leal» por su fidelidad al reino. Sin embargo, cuando los reinos de Aragón y Navarra se separaron tras la muerte de Alfonso en 1134, los nobles navarros rechazaron a Ramiro II de Aragón y eligieron como rey a García Ramírez, conocido como el Restaurador.
Estos eventos consolidaron a Valtierra como un lugar clave en la reconquista cristiana y la posterior configuración política del Reino de Navarra.

### Reconquista y evolución medieval
La reconquista de Valtierra por Alfonso I el Batallador en 1110 fue un punto clave en su historia. Después de la reconquista, la villa fue otorgada a diversos señores cristianos, aunque mantuvo una considerable población musulmana y una minoría judía. Durante el reinado de Carlos II en el siglo XIV, Valtierra fue elevada a la categoría de «Buena Villa», recibiendo derechos y privilegios que marcaron su crecimiento. Sin embargo, en el siglo XV, Juan II cedió la villa a la familia Peralta, lo que provocó conflictos y pleitos que no se resolvieron hasta que Carlos I restauró la libertad de la villa.

### Siglos posteriores y modernidad
A lo largo de los siglos XVI y XVII, Valtierra continuó consolidándose como villa de realengo, reforzando su independencia. El castillo medieval de la villa, aunque en ruinas hoy en día, jugó un papel crucial durante las guerras civiles y las incursiones enemigas. Además, el desarrollo agrícola y comercial de la región en los siglos XVII y XIX fue significativo, con la creación de molinos de aceite, fábricas de aguardiente y chocolates. En este período, la villa también amplió su infraestructura educativa, con la creación de escuelas para niños y niñas
En la actualidad, Valtierra sigue siendo un lugar de importancia cultural e histórica, con la preservación de su patrimonio, como la parroquia de Santa María, construida en el siglo XVI sobre los restos de la antigua mezquita. El turismo histórico ha ganado relevancia, especialmente gracias a la restauración de La Torraza y otras rutas culturales en la región.

## Patrimonio
- La Torraza. Restos de atalaya defensiva medieval, sobre monumento funerario romano.
- Iglesia de Santa María. Templo parroquial del siglo XVI que atesora un grandioso retablo mayor renacentista, con talla dorada y policromada.
- Palacio de los Gómara. Edificio civil de estilo barroco, con fachada de ladrillo del siglo XVIII

## Demografía
Valtierra cuenta con una población de 2464 habitantes (INE 2024).
| Gráfica de evolución demográfica de Valtierra entre 1842 y 2021                                                     |
| |
| Población de derecho según los censos de población del INE Población de hecho según los censos de población del INE |

## Administración y política
| Partido político                            | 2019               | 2019               | 2015  | 2015       | 2011  | 2011       | 2007  | 2007       | 2003  | 2003       | 1999  | 1999       | 1995  | 1995       |
| Partido político                            | %                  | Concejales         | %     | Concejales | %     | Concejales | %     | Concejales | %     | Concejales | %     | Concejales | %     | Concejales |
| Partido Socialista de Navarra (PSN-PSOE)    | 48,89              | 5                  | 49,89 | 6          | 48,44 | 6          | 55,91 | 7          | 62,48 | 8          | 64,58 | 8          | 61,52 | 7          |
| Navarra Suma (NA+)                          | 32,76              | 4                  | —     | —          | —     | —          | —     | —          | —     | —          | —     | —          | —     | —          |
| Candidatura Progresista de Valtierra (CPV)  | 17,42              | 2                  | 23,11 | 2          | 15,53 | 2          | —     | —          | —     | —          | —     | —          | —     | —          |
| Unión del Pueblo Navarro (UPN)              | Navarra Suma (NA+) | Navarra Suma (NA+) | 23,33 | 3          | 9,02  | 1          | 22,45 | 2          | 23,16 | 2          | 19,29 | 2          | 18,37 | 2          |
| Convergencia de Demócratas de Navarra (CDN) | —                  | —                  | —     | —          | 14,86 | 1          | 18,74 | 2          | 11,52 | 1          | 13,69 | 1          | 18,08 | 2          |
| Partido Popular (PP)                        | —                  | —                  | —     | —          | 9,56  | 1          | —     | —          | —     | —          | —     | —          | —     | —          |

## Personas destacadas
- Isidro de Atondo y Antillón (1639-?), militar
- Andrés Larraga Montaner (1861-1931), pintor
- Agustín Pérez Soriano (1846-1907), compositor
- José Daniel Lacalle Larraga (1897-1981), militar y ministro del Aire de 1962 a 1969
- Fermín Garcés Hualde (1932/33-2022), guardia civil[4]